# کریتسموو
کریتسموو (به آلمانی: Kritzmow) یک شهر در آلمان است که در Rostock District واقع شده‌است. کریتسموو ۳٬۲۳۵ نفر جمعیت دارد.